# グレナダの国章
グレナダの国章（グレナダのこくしょう）とは、1973年12月6日に制定されたグレナダの徽章のこと。

## 構成要素
- 金の十字で四分割された赤と緑の盾。
- 四分割された盾の左上と右下部分には、赤地に金の獅子。これはイギリスを象徴している。赤地に金の獅子はイングランドの紋章で、現在のイギリスの紋章にも使われている。右上と左下には緑地に金の三日月と百合。これはキリスト教への信仰の象徴。金の十字の上にはコロンブスの乗ったサンタ・マリア号が描かれている。
- 盾持ちは左がアルマジロとトウモロコシ。右が国鳥のグレナダバトとバナナ。
- 盾の上には金の兜。赤と白のリースの上の兜飾りは、ブーゲンビリアの花輪と七輪の薔薇。薔薇はグレナダの6郡と1属領区を象徴している。
- 盾の下には大エタング湖の風景が広がっている。
- リボンには“Ever Conscious of God We Aspire, Build and Advance as One People”「神の御心のままに、一人の民として打ち立て、進む。」

## 過去の国章

1875年 - 1903年
1903年 - 1967年